# Parc i Reserva Nacional Wrangell - Saint Elias
El Parc i Reserva Nacional Wrangell - Saint Elias (anglès: Wrangell-St. Elias National Park and Preserve) constitueixen dues unitats oficials gestionades conjuntament com una àrea protegida pel Servei de Parcs Nacionals dels Estats Units localitzada al centre sud-est i sud-est de l'estat d'Alaska a la costa del Pacífic. La seva superfície combinada és de 53.321 quilòmetres quadrats, la més gran de tots els parcs nacionals estatunidencs, i superior a la superfície de Suïssa. Les muntanyes de Wrangell - Saint Elias són més altes que les serralades de Suïssa també.
El parc i la reserva fan frontera amb la Reserva i Parc Nacional de Kluane que formen una àrea protegida al territori canadenc del Yukon. El cim del Mont Saint Elias (Mount Saint Elias (anglès) o mont Saint-Élie (francès)) és a la frontera entre el Canadà i els Estats Units i amb els seus 5.489 metres resulta la segona muntanya més alta d'ambdós països. En total, nou dels setze cims més alts dels Estats Units es troben dins d'aquesta zona protegida, i també el camp de gel subpolar més gran d'Amèrica del Nord, així com glaceres, rius, volcans actius i el poblat miner abandonat de Kennecott. Els científics del Servei de Parcs Nacionals vigilen activament les glaceres i altres característiques del parc i de la reserva com una forma de mesurar els efectes del canvi climàtic.
El parc i la reserva són accessibles per carretera des d'Anchorage. Dos camins de grava recorren el seu interior, fent que gran part de la zona protegida sigui accessible per a la pràctica del muntanyisme, l'esquí, l'acampada i la pesca, així com la caça esportiva dins del límits només de la reserva. Les llanxes, avions i motos de neu es poden utilitzar dins dels límits del parc i de la reserva sense permís. Els vehicles tot terreny es permeten en els senders establerts específicament per al seu ús amb un permís expedit en un centre de visitants. Wrangell - Saint Elias va rebre 87.158 visitants el 2012.

## Primers habitants

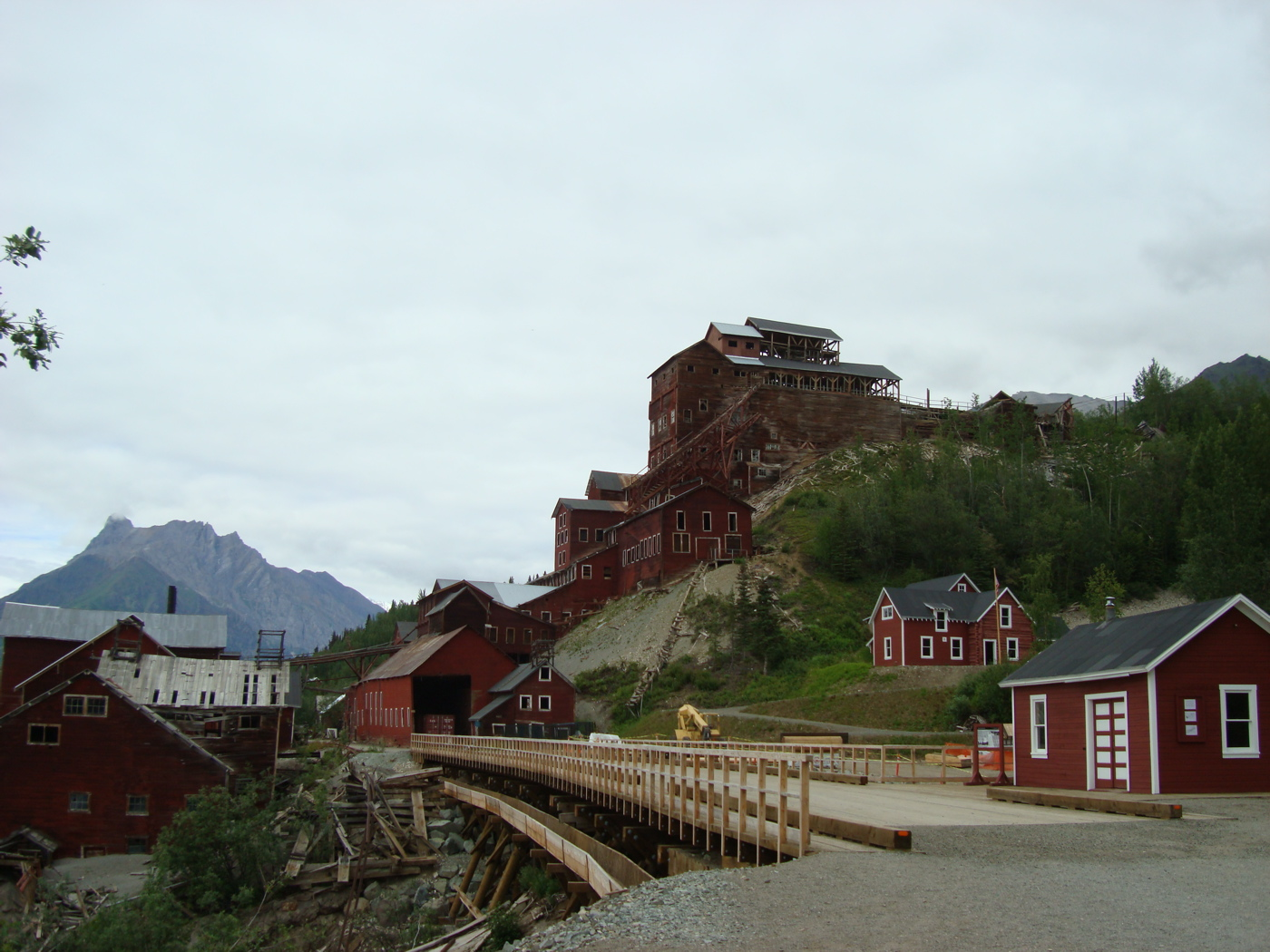
Les restes de la fàbrica Kennecott Mill i un edifici restaurat al peu del turó utilitzat com un centre de visitants pel Servei de Parcs Nacionals

El parc i la reserva contenen els més importants jaciments arqueològics atapascans dels períodes tant prehistòrics com històrics. Els investigadors han trobat llogarets, campaments i llocs de caça utilitzats per aquestes persones. Altres restes representen grups culturals tal com els amerindis tlingit i eyak així com els esquimals chugach. Encara que els arqueòlegs només han començat a catalogar els llocs d'interès, hi ha més de 130 llocs documentats dins dels límits protegits.
Hi ha evidències que vivien a la zona de Wrangell - Saint Elias els anomenats paleoindis del nord (grups no esquimals) entre fa 8.000 i 15.000 anys. Van emprar la microganiveta de pedra, un signe distintiu de la tradició paleoíndia a Alaska. No sembla que aquests grups fossin els avantpassats ni dels atapascans actuals ni d'altres grups na-dené relacionats. Els primers assentaments del tipus atapascà a la zona van ser establerts fa 1.500 anys segons les restes descobertes.

## Contacte europeu

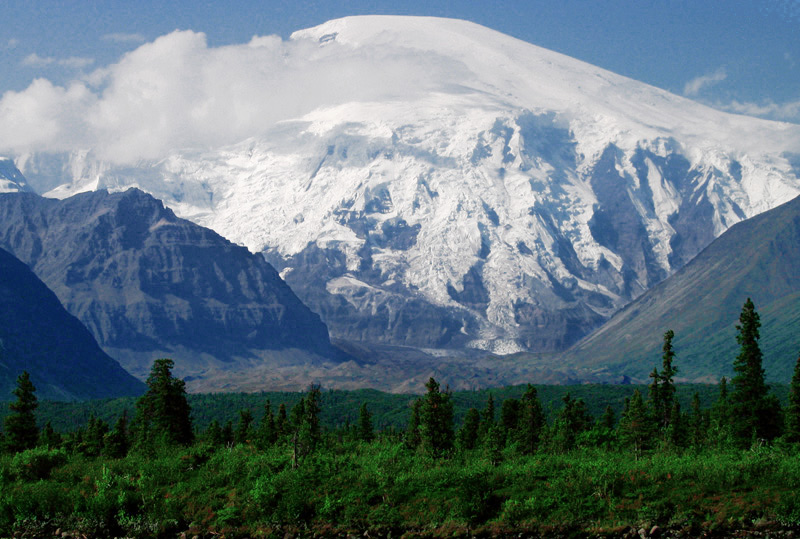
Mont Sanford

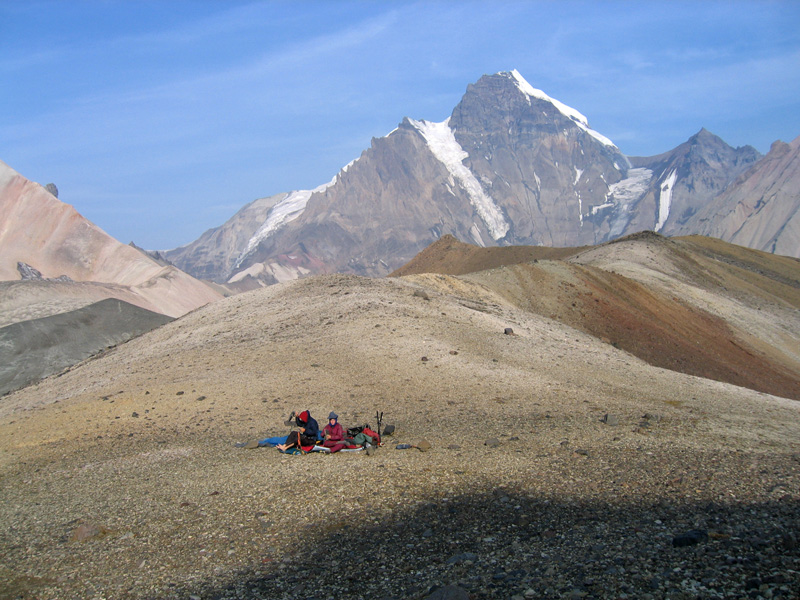
Excursionistes en un coll entre el Mont Sanford i el Mont Drum

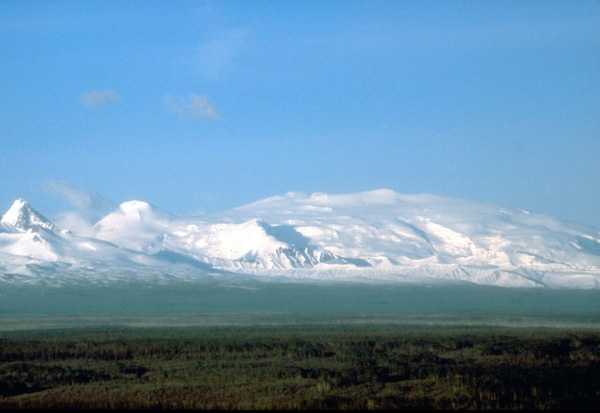
K'elt'aeni— «el que controla el temps» en ahtna— anomenat mont Wrangell en honor d'un barò germanobàltic al servei dels exploradors russos

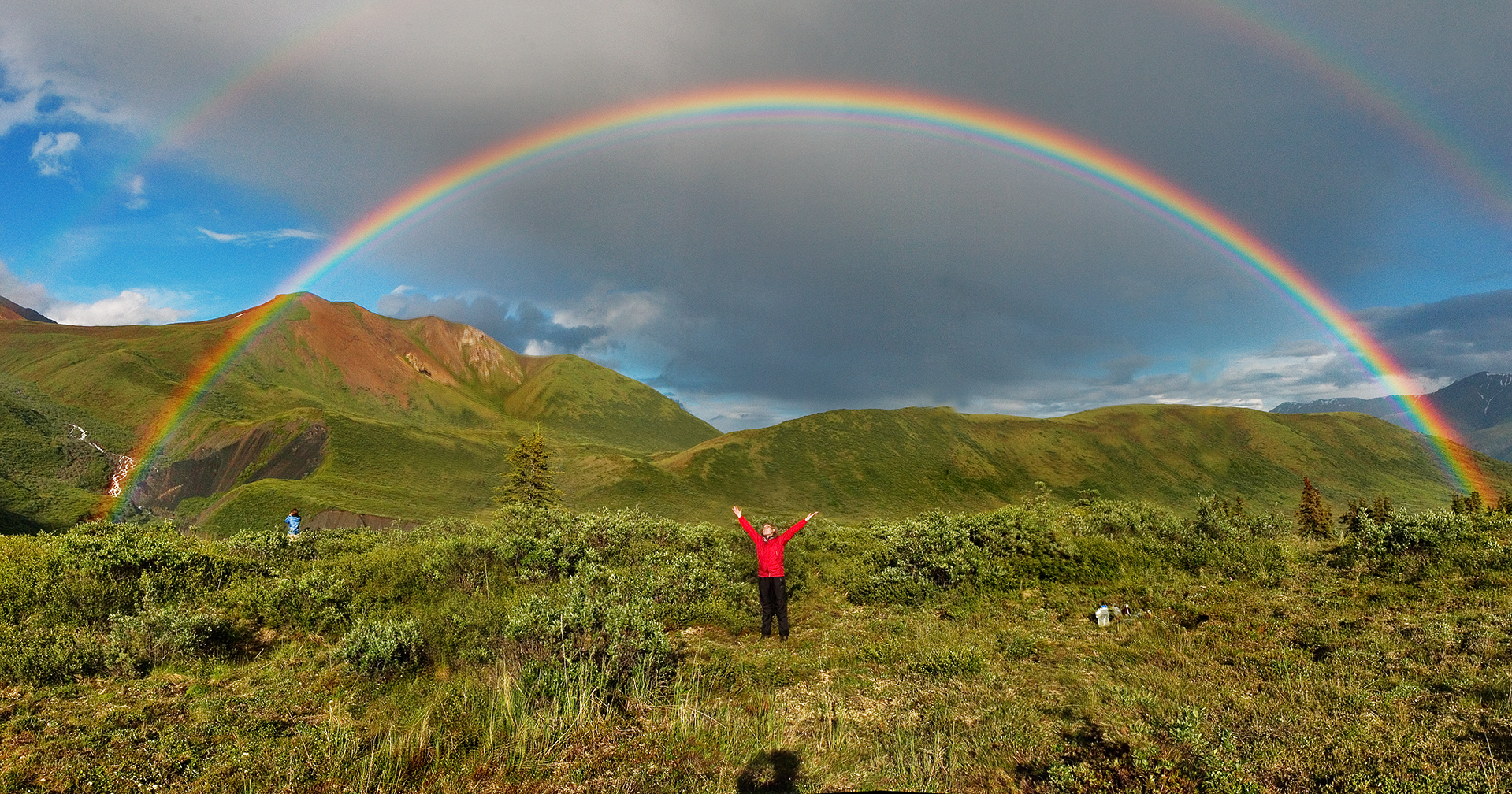
Doble arc de Sant Martí al parc

- Yas'éit'aa Shaa. Les muntanyes avui anomenades Saint Elias en anglès van rebre el seu nom de Vitus Bering, un navegant danès que va ser contractat el 1725 per Pere I de Rússia per a explorar el nord-est de Sibèria.[14] L'any 1728 Bering va dirigir una expedició marítima a Alaska i va albirar una àmplia serralada costanera a la massa continental nord-americana el dia 16 de juliol de 1741, la festa de Sant Elies.[14][15] Tota la serralada i el cim més alt així van rebre el nom Святого Ильи (Svyatogo Ilʹi) que és l'equivalent de "Sant Elies" en rus.[14][16] El nom tlingit és Yas'éit'aa Shaa que significa "muntanya" (shaa) al "capdavant" ([ɢ]eey tá) de la "badia Icy" (yas'é, un cos d'aigua on la "cara" [ya] d'una glacera està coberta amb "fang" o més precisament "llim al·luvial" [s'é]).[17][18] Aquest nom tlingit també es pot escriure Was'eit'ashaa i Waas'eita Shaa en reconeixement de la manca d'estrictes normes d'ortografia, així com per documentar diferències regionals.[5][19] El tlingit, cal esmentar, ja és un dels 21 idiomes oficials d'Alaska.[20]
- ’Atna’tuu. L'exploració russa va iniciar els anys 1780 dins del que és avui la major conca del parc i de la reserva amb el comerç de pells com l'objectiu principal.[21] Aquests exploradors van concentrar la seva exploració al ’Atna’tuu, que vol dir "riu dels athnes" en ahtna, la llengua atapascana de la gent que vivia en la zona i que és avui dia un dels idiomes oficials de l'estat[20][22] A causa dels seus interessos comercials, els russos van anomenar el riu Медная река (Mednaya reka) que vol dir "riu de coure."[23] Sense el coneixement dels russos, el capità de fragata Ignacio de Arteaga y Bazán de l'Armada espanyola el 1779 va donar el mateix cos d'aigua el nom poètic Río de los Perdidos, ara un nom oblidat.[24] Tot i que els russos estaven a la recerca de dipòsits d'aquest metall, els athna van presentar obstacles en realitzar els seus esforços.[23] Com a resultat els exploradors van tenir poc èxit en la recerca del coure.[23] Un comerciant rus va establir el 1814 la primera factoria colonial al que avui es diu el riu Copper (coure) per la gent no athna.[21][23] El 1848, la imperial Companyia Russo-Americana (Русско-американская компанияa) va començar una major exploració de la conca.[21]

Curiosament, el riu Chitina, un afluent important del riu Copper, es diu Tsedi Na' en ahtna. Aquest nom significa "riu de coure," i el nom anglès "Chitina" és una aproximació de la seva pronunciació en aquest idioma. Per contra, Eeḵhéeni, que significa "riu de coure," i, per tant, el mateix, és el nom la gent tlingit dona no al riu Chitina sinó al riu Copper.
- K'elt'aeni. Posteriorment, després que Alaska va passar a mans nord-americanes el 1867 per set millions de dòlars, l'Exèrcit dels Estats Units va emprendre un estudi geogràfic de l'oest de les muntanyes Wrangell el 1885.[21] En contrast amb l'experiència russa, l'expedició va documentar que sense l'ajuda dels pobles indígenes no podrien haver sobreviscut.[26] El tinent Henry T. Allen, líder de l'exploració,[26] va anomenar les muntanyes Wrangell i el mont Wrangell (l'únic volcà actiu de la serralada) en honor del baró Ferdinand Petrovich von Wrangel (Фердина́нд Петро́вич Вра́нгель) durant l'estudi geogràfic.[27][28] Els ahtna coneixen el volcà pel nom ambigu K'elt'aeni que significa aproximadament "el que controla el temps."[29] Wrangel va servir com el governador de les colònies russes a Alaska (1829-1835), així com el president de la Companyia Russo-Americana (1840-1849).[27] Irònicament, va ser un crític dur de la venda d'Alaska de Rússia als Estats Units el 1867.[27]

## Mineria, ferrocarrils i abandonament
Van ser descoberts dipòsits d'or a les muntanyes Wrangell per primera vegada prop de la capçalera del riu Nabesna el 1899. El mateix any, van ser descoberts també dipòsits de calcocita prop de la glacera Kennicott. Els cercadors van trobar la font d'aquests dipòsits a Bonanza Ridge (cresta Bonanza) que finalment va subministrar grans quantitats de plata i coure per ser processades a la fàbrica Kennecott Mill.
El 1911, un ferrocarril prop de 315 quilòmetres de llarg que anava des de Cordova (Alaska), prop de la desembocadura del riu Copper, a la Kennecott Mill, va ser completat. Fins que les mines es van esgotar el 1938, el ferrocarril va transportar mineral que valia tant com 300 milions de dòlars. Avui dia la via fèrria abandonada serveix com la ruta del McCarthy Road (Camí McCarthy) que transporta els visitants al cor de les muntanyes Wrangell i el districte històric establert per a preservar les restes de Kennecott. De la mateixa manera, el Nabesna Road (Camí Nabesna) que va cap a la mina del Nabesna ofereix als visitants accés al nord de les muntanyes Wrangell.

## Protecció
L'àrea va ser protegida per primera vegada l'1 de desembre de 1978 en ser declarat monument nacional dels Estats Units, junt a 15 àrees naturals més d'Alaska. El llavors president Jimmy Carter va fer ús de la Llei d'Antiguitats (Antiquities Act) de 1906 proclamant nous monuments nacionals, després que el Congrés dels Estats Units hagués oposat la transferència d'aquesta gran quantitat de terres federals localitzades a Alaska al National Park Service com a conseqüència d'una contenciosa reacció a l'estat.
El 1979 la UNESCO va declarar la zona del "Parc Nacional de Kluane-Monument Nacional Wrangell - Saint Elias" com a Patrimoni de la Humanitat pels seus espectaculars paisatges glacials, els seus camps de gel i la importància com a hàbitat de l'ós grizzly, el caribú i el mufló de Dall.
El Congrés dels Estats Units va aprovar el 1980 la Llei de Conservació de Terres d'Interés Nacional d'Alaska (Alaska National Interest Lands Conservation Act) que transformava la majoria dels monuments nacionals d'Alaska en parcs nacionals i reserves nacionals, però alhora limità l'ús futur de la prerrogativa presidencial a Alaska. El 2 de desembre de 1980 s'efectuà el canvi, al mateix temps que una gran part del parc, 36.740 quilòmetres quadrats, fou declarada la major àrea salvatge del país.

## Estacions de guardaparcs i altres instal·lacions

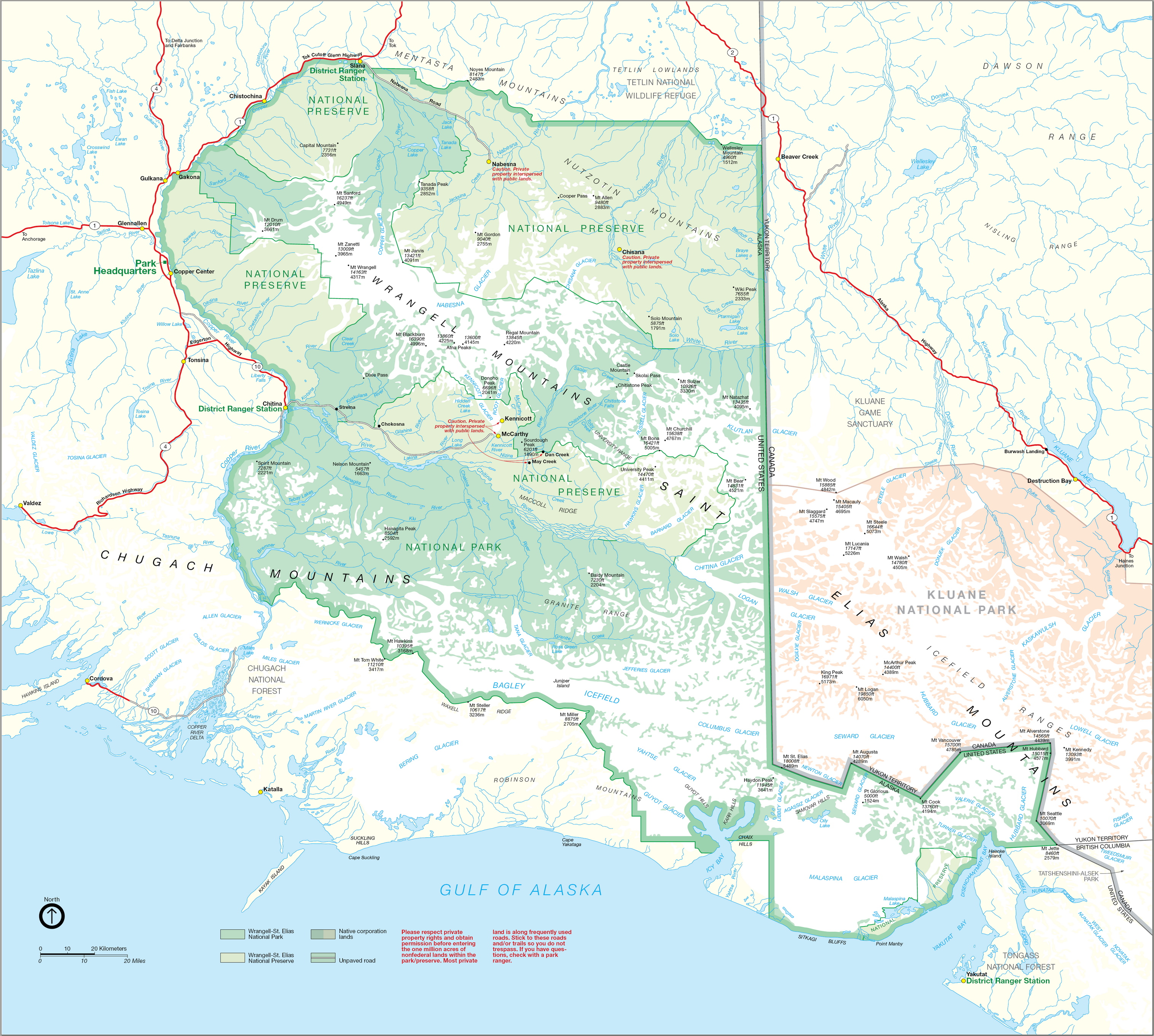
Mapa del Parc i Reserva Nacional Wrangell - Saint Elias

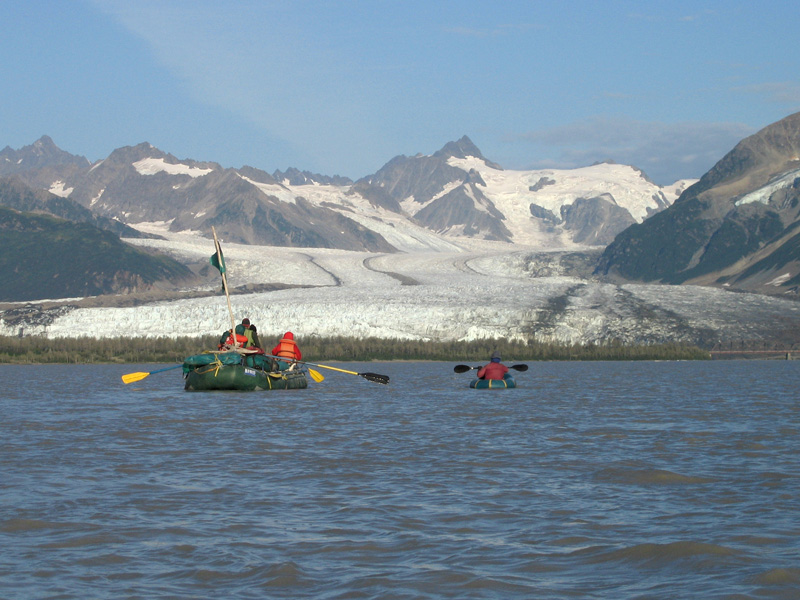
Ràfting al riu Copper o al ’Atna’tuu— "el riu dels athna"— anomenat Mednaya reka o "riu del coure" pels russos a la recerca d'aquest metall

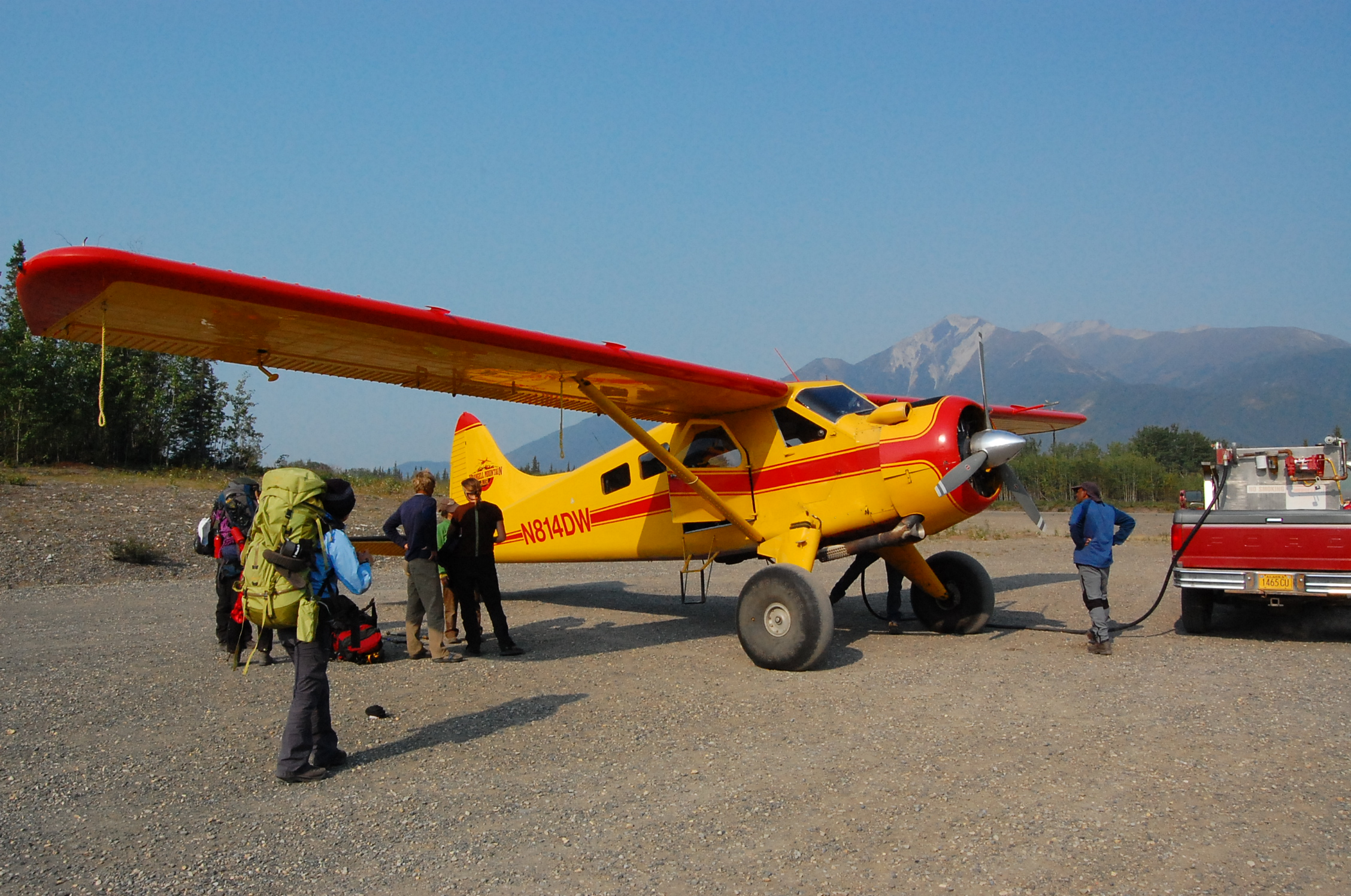
Una avioneta bush De Havilland Canada DHC-2 Beaver a l'Aeroport de McCarthy a prop de Kennecott a l'interior de la reserva

- Wrangell-St. Elias Visitor Center (centre de visitants de Wrangell - Saint Elias), Mile 106.8 Richardson Highway, Copper Center (Alaska).[35] El centre de visitants principal és a prop de la seu del parc a l'extrem occidental dels seus límits, al llarg de la carretera Richardson (Ruta Estatal 4) al nord de Copper Center.[35] El centre està obert cada dia durant l'estiu, i de dilluns a divendres durant l'hivern.[35] Hi ha exposicions sobre el parc i la reserva, un gran mapa en relleu de la zona, vistes impressionants de les muntanyes Wrangell i una llibreria gestionada per Alaska Geographic.[35] Hi ha una sala de cinema on s'exhibeix un vídeo d'orientació, Crown of the Continent: Alaska's Wrangell-St. Elias, que també està disponible a YouTube.[3][8] Els guardes del parc durant tot l'any fan xerrades interpretatives i caminades guiades.[35] Una caminada curta comença darrere del centre amb panells informatius que expliquen els recursos i atraccions de Wrangell - Saint Elias.[8][35] La comunitat ahtna gestiona un museu i centre cultural— C'ek'aedi Hwnax o Casa del Patrimoni— al costat del centre d'exposicions.[36] Els habitants rurals d'Alaska que viuen en zones adjacents poden sol·licitar permisos al centre de visitants per a la caça i la pesca de subsistència tradicional.[10] Les instal·lacions aquí i a tot el parc i la reserva són gratuïtes.[37]
- Chitina Ranger Station (estació de guardes de Chitina), Mile 33 Edgerton Highway, Chitina (Alaska). Aquesta estació de guardes del parc és al final de la Ruta Estatal 10 i al principi de McCarthy Road (Camí McCarthy) a una hora al sud de la seu del parc.[38] Qualsevol visitant que vulgui conduir els 100 quilòmetres (només d'anada) del camí de grava a l'interior del parc hauria de considerar la possibilitat d'una parada aquí per a informació sobre la ruta i condicions actualitzades.[39] La instal·lació és una cabanya de troncs restaurada al seu estat original que està oberta l'estiu i tancada en altres moments.[39]
- McCarthy Road Information Station (estació informativa del camí McCarthy), Mile 59 McCarthy Road, McCarthy (Alaska). Situat al final de McCarthy Road, aquest centre és atès de manera intermitent, però proporciona informació les 24 hores de totes maneres.[8] Com Kennecott és a 8 quilòmetres del final de la carretera, cal agafar un autobús per arribar al districte històric i a la fàbrica Kennecott Mill, o durant l'hivern, cal caminar o esquiar.[40] McCarthy té un petit hotel històric i altres allotjaments,[41] així com un petit aeroport amb vols en avioneta bush sense escales des dels aeroports d'Anchorage, Glennallen i Chitina.[40]
- Kennecott Visitor Center (centre de visitants de Kennecott), Kennecott Mill Town, Kennecott (Alaska). El centre està obert cada dia durant l'estiu.[8] És a vuit quilòmetres del final de McCarthy Road en un edifici restaurat que servia de magatzem i oficina de correus.[8][40] El districte històric conté les restes de la història minera de la zona que el Servei de Parcs Nacionals va adquirir el 1998 i ha estat en el procés de restauració, incloent-hi la fàbrica Kennecott Mill.[42] Un gran hotel— el Kennicott Glacier Lodge— és a prop, igual que altres allotjaments.[40][41] Al centre de visitants hi ha exhibicions, la pel·lícula d'orientació Crown of the Continent i una llibreria gestionada per Alaska Geographic.[8] Els guardes del parc estan disponibles per ajudar amb la planificació d'excursions i informació sobre els senders i les àrees remotes de Wrangell - Saint Elias.[8] Hi ha presentacions i visites guiades programades periòdicament pels guardes del parc també.[8]
- Slana Ranger Station (estació de guardes de Slana), 0.2 Mile Nabesna Road, Slana (Alaska). L'estació de guardes del parc és a dues hores al nord-est de la seu del parc a la carretera Glenn o Tok Cutoff (Ruta Estatal 1).[8] Està oberta cada dia durant l'estiu i amb cita prèvia durant l'hivern.[8] Els permisos de vehicles tot terreny i de subsistència s'emeten en aquest centre, la planificació d'excursions i informació sobre el parc estan disponibles, una llibreria gestionada per Alaska Geographic és aquí, i diverses presentacions i exposicions s'ofereixen als visitants.[8] Una guia turística del Nabesna Road (Camí Nabesna) gravada en CD-A, The Nabesna Road Audio Tour, està disponible de franc.[8] Aquest camí de grava cap al nord de les muntanyes Wrangell és de 68 quilòmetres d'anada.[8]
- Yakutat Ranger Station (estació de guardes de Yakutat), 602 Mallott Avenue, Yakutat (Alaska). Aquesta estació de guardes del parc al sud-oest de Wrangell - Saint Elias es comparteix amb el Parc i Reserva Nacionals de la Badia de les Glaceres encara més al sud.[43] Està oberta durant l'estiu i amb cita prèvia durant l'hivern.[43] Es pot arribar a la ciutat només amb avió o amb vaixell— és una parada en el sistema de transbordadors de l'estat i el seu aeroport té vols comercials des de Juneau i altres llocs.[44] A Yakutat hi ha guies de muntanya i proveïdors d'equips per a subministrar i orientar els visitants que fan excursions fora de pista a Wrangell - Saint Elias.[43][45] Des de l'aeroport de Yakutat, avionetes també transporten caiaquistes a la badia Icy així com els pescadors esportius i altres aventurers al Icy Bay Lodge per allotjament i gastronomia en aquesta zona remota i gelada com que hi ha als peus de diverses glaceres que desemboquen a la badia.[46]
- Pistes d'aterratge. Hi ha tres pistes d'aterratge mantingudes en Wrangell - Saint Elias— McCarthy,[47] May Creek[48] i Chisana.[49] També hi ha sis pistes d'aterratge sense manteniment— Chelle Lake, Glacier Creek, Hubert's Landing, Jake's Bar, Orange Hill i Peavine.[50] Hi ha una pista d'aterratge que serveix la zona de la badia Icy encara que la pista està fora dels límits del parc i de la reserva.[46] Els serveis de taxi aeri a zones remotes així com de flightseeing (sobrevols turístics dels llocs d'interès i característiques geogràfiques) estan disponibles a partir de McCarthy, així com dels aeroports situats a les ciutats veïnes de Yakutat, Glennallen, Cordova i Anchorage.[45]
- Casetes d'ús públic. Hi ha 14 casetes rústiques situades en diverses regions remotes de Wrangell - Saint Elias, algunes accessibles només amb avió.[51][52] Moltes casetes d'ús públic estan disponibles per ordre d'arribada, mentre que altres requereixen una reserva.[52] La majoria són gratuïtes.[52]